# Al-Baghuz Fawqani
al-Baghuz Fawqani (arabisch الباغوز فوقاني, DMG al-Bāġūz Fawqānī, kurdisch Baxoz) ist eine Ortschaft im Distrikt al-Bukamal im Gouvernement Deir ez-Zor im Osten Syriens. Sie liegt linksseitig des Euphrat. Eine Brücke über den Fluss verbindet den Ort mit Abu Kamal. Beim Zensus 2004 hatte der Ort gut 10.000 Einwohner.

## Schlacht 2019

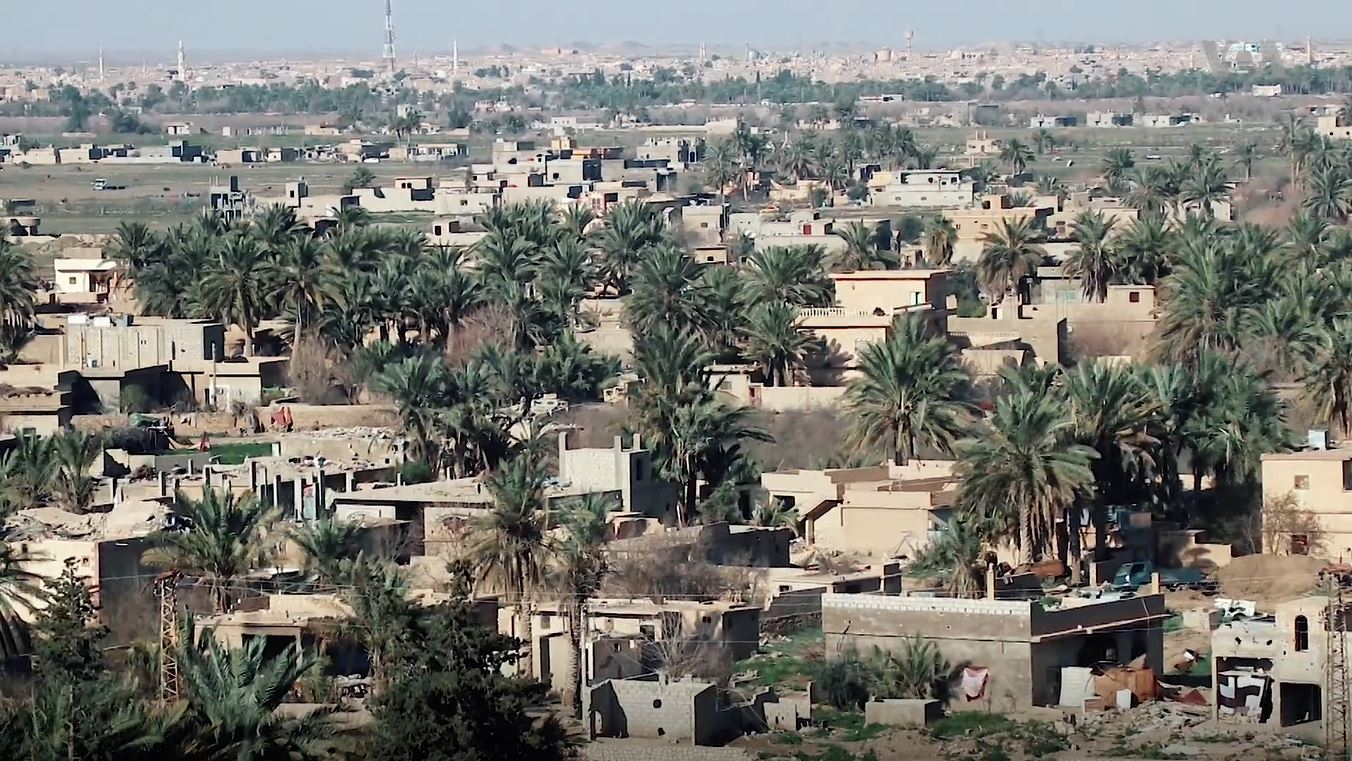
Baghuz im März 2019, mit Abu Kamal auf der anderen Flussseite im Hintergrund.

al-Baghuz Fawqani lag Anfang 2019 im Bürgerkrieg in Syrien in einem vier Quadratkilometer großen Gebiet, das als letztes noch vom IS in Syrien gehalten wurde. Am Morgen des 23. März 2019 gab ein Sprecher der Demokratischen Kräfte Syriens die Eroberung der letzten Reste des IS-Gebietes in al-Baghuz und damit das Ende des IS-Kalifats bekannt.